# Max Heilbronn
Pour les articles homonymes, voir Heilbronn.
Max Heilbronn dit Harrel, alias Hennequin, né à Paris IIIe le 17 décembre 1902 et mort à Paris XVIe le 12 mai 1998, fut un dirigeant de la Résistance française et le créateur des magasins à prix unique Monoprix. Il est aussi centralien. 	

## Biographie

### Études et avant-guerre
Max Heilbronn était ingénieur de l'École centrale Paris, promotion 1924.
Par son mariage avec Paulette Bader (1905-1998) en 1926, Max Heilbronn est le gendre de Théophile Bader, fondateur des Galeries Lafayette. En 1927, le couple donne naissance à leur fille unique, Ginette. En 1932, il lance Monoprix à Rouen. Il est domicilié au no 1bis place de l'Alma à Paris.

### Occupation
Après la débâcle de 1940, Les Galeries Lafayette subissent un traitement d’« aryanisation » : Théophile Bader, Raoul Meyer et Max Heilbronn ses gendres, tous trois administrateurs du magasin, ainsi que 129 employés juifs sont contraints de démissionner. Les familles Bader, Meyer et Heilbronn sont dépossédées de leurs biens.
Protégés par les Allemands, le Suisse Aubert et l’industriel français Harlachol dirigent tout le groupe Les Galeries Lafayette. Heilbronn et Meyer s’engagent alors très tôt dans la Résistance.
Heilbronn est alors présenté à Henri Frenay par Pierre Chaillet. Capitaine de réserve du Génie du chemin de fer, Heilbronn a conçu un projet de sabotage général du réseau ferré français, sans utilisation d'explosifs. Frenay envoie Heilbronn à René Hardy, chef du NAP-fer en zone Sud. Malgré leurs divergences (Heilbronn pense que la mise en œuvre de son projet doit attendre le débarquement), les deux hommes mettent au point un plan d'action, dénommé le Plan Vert, dont les pages de texte sont dactylographiées sur du papier vert.
Le 12 juin 1943, juste après une entrevue avec Hardy et René la Combe, Heilbronn est arrêté par le SD. Emprisonné à Lyon puis à Compiègne, il n'a jamais voulu croire à la culpabilité de Hardy.
Le 3 janvier 1944, Heilbronn est déporté à Buchenwald, via Neue Bremm. De Buchenwald, il est transporté au camp de Natzweiler (Struthof), puis à Erzingen (kommando de Natzweiler), enfin à Allach (kommando de Dachau) où il est libéré le 30 avril 1945.

### Après-guerre
Max Heilbronn est président des Galeries Lafayette de 1945 à 1971.[citation nécessaire] Son gendre, Étienne Moulin (1912-2004) qu'il a connu à Buchenwald et qui a épousé sa fille Ginette en 1947, lui succède à la tête du groupe.

## Distinctions
- Grand officier de la Légion d'honneur
- Médaille de la Résistance française avec rosette (24 avril 1946)[4]